# Витцлебены
Витцлебены (нем. Witzleben) — дворянский род из Тюрингии.
Родовые владения располагались на территории современного округа Ильм. Родовой герб содержит два ключевых цвета: красный и белый. На шлеме имеется владетельная шапка со страусиными перьями.

## История
Легенда гласит, что род происходит от воина Эриха фон Витцлебена, жившего в 933—980 годах. Согласно средневековым свидетельствам, в рыцари его посвятил император Оттон в 964 году. Кроме того, среди погибших при Вельфесхольце (1115) рыцарей позднее упоминался некий Фриц фон Витцлебен. В родовом замке Эльгерсбург сохранился резной каменный герб Витцлебенов с датой «1088». Правда, не вызывает сомнений, что герб этот был создан в более позднее время.
Первое неоспоримое упоминание рода относится к 1133 году. Сохранились документы, в которых упоминаются «Адальхерус и Гербот де Виселейбе» — вассалы тюрингского ландграфа Людвига. Поколенная роспись начинается с Германа фон Витцлебена, известного с 1251 года. Уже в XIII веке род распался на несколько ветвей. Большинство ветвей рода со временем угасли. До XXI века сохранились три линии: эльгерсбургская, либенштейнская и вендельштейнская.
Витцлебены имели много владений. В том числе Ангельрода (с 1363 по XV век, затем с 1651 по 1946 годы), Берке (1422—1608), Бослебене (в XIV веке), Эльгерсбург (1297—1316, а затем 1437 −1802 годы), Фрётштадт (родовое владение с 1737 года), Гера (около Грэфенроде), Либенштейн (1282—1363 и 1434—1820), Манебах (с 1660), Мольшлебен (1351—1737), Нейроде, Обереллен, Трассдорф, Вартенбург, Вендельштейн (1355—1523), Витцлебен (Западная Пруссия, до 1945 года) и Вольмирштедт (до 1803 года).

## Титулатура
В Средние века члены семьи безусловно обладали титулом рыцаря. Наиболее известен Кристиан фон Витцлебен, епископ Наумбургский (в 1381—1394).
Вероятно, в Средние века многие представители рода обладали титулом барона.

### Графы
- Генрих фон Витцлебен, сын прусского оберпрезидента Хартмана фон Витцлебена. Был титулован 21 июня 1886 года как «фон Витцлебен-Альт-Доберн» в Бад-Эмс.
- Йобст Генрих Граф фон Витцлебен, виконт Уппейн (Бельгия), владелец Шармуа, Жилет, Невиль и Франшой-Бергайен (Борен), женился в 1594 году на Маргарет Тилли, сестре генералиссимуса графа Тилли. Умер в 1605 году.
- Юлиус Граф фон Витцлебен, виконт д’Ипиньи (Бургрейв Уппейн (Бельгия)), владелец цу Шармуа, Жилет, Невиль и Франшой-Бергайен (Борен), камергер курфюрста и имперский полковник, в 1613 г. по рекомендации Тилли служил Максимилиану Баварскому; его сын принимал участие в битве на Белой Горе (согласно отчёту от 12 ноября 1620 г.) и, как говорят, закрыл своим телом самого Тилли в битве при Вислохе (29 апреля 1622 г.); погиб в 1632 году в битве при Лютцене.
- Эрнестина Дерн де Лойерс, из рода фон Витцлебен, виконтесса д’Ипиньи (Бельгия), владелица Шармуа, Жиле, Невиля и Франшой-Бергайна.
- Анна Баронесса фон Грисбек, урождённая фон Витцлебен, виконтесса д’Ипиньи, владелица Шармуа, Жиле, Невиля и Франшой-Бергайна.

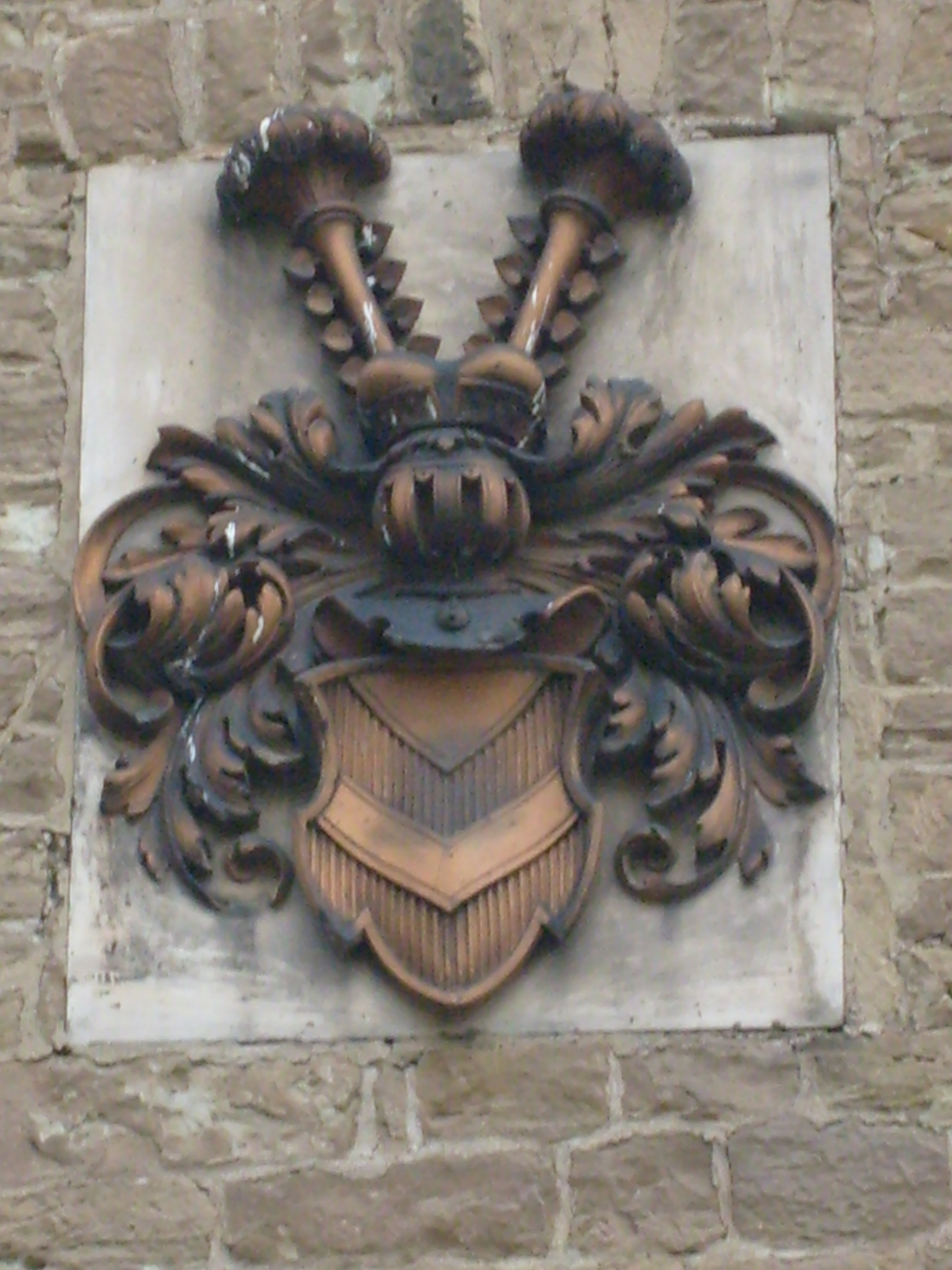
Герб вендельштайнской ветви на здании монастырской школы в Рослебене

## Боковые ветви рода
От Вицлебенов и других родов происходят носители двойных фамилий:
- Витцлебен-фон Норманна (с 1876 года),
- Циглер-Витцлебен (с 1919 года),
- бароны Секкендорф-фон Витцлебен (с 1962 года)
- бароны Вурм-фон Витцлебен (с 1989 года).

Некоторые представители этих ветвей здравствуют и в XXI веке.

## Основные представители
- Иоб Вильгельм фон Вицлебен (1635—1688), владелец Эльгерсбурга и Ангелроде
  - Иоганн Георг (1677—1743), каммерюнкер и известный путешественник
    - Альбрехт Эрнст Генрих фон Витцлебен (1717—1761), капитан Пруссии
      - Иоб Вильгельм фон Витцлебен (1753—1824), прусский подполковник
        - Генрих фон Витцлебен (1803—1862), прусский полковник
          - Георг фон Витцлебен (1838—1898), прусский капитан
            - Эрвин фон Витцлебен (1881—1944), фельдмаршал и главнокомандующий Западным фроном, казнён как соучастник заговора 20 июля 1944 года

      - Генрих Гюнтер фон Витцлебен (1755—1825), генерал-майор прусской армии; владелец поместий Ангелроде и Эльгерсбург.
        - Иоб-Вильгельм Витцлебен (1783—1837), прусский генерал-лейтенант и генерал-адъютант; государственный военный министр.
          - Иоб Витцлебен (1813—1867), генерал-майор Пруссии.
          - Эрик фон Витцлебен (1819—1878), прусский полковник
            - Иоб Витцлебен (1845—1894), прусский майор
              - Эрик фон Витцлебен (1884—1958), федеральный наместник в Западной Пруссии.

            - Эрик фон Витцлебен (1847—1919), прусский генерал-майор.

          - Альбрехт фон Витцлебен (1823—1867), прусский майор.
            - Элизабет фон Витцлебен (род. 1854), замужем за прусским генерал-майором Юлиусом фон Левенфельдом

        - Константин фон Витцлебен (1784—1845), прусский генерал-лейтенант
          - Макс фон Витцлебен (1812—1888), генерал-майор Пруссии.

      - Фридрих фон Витцлебен (1760—1800), прусский капитан
        - Фридрих фон Витцлебен (1797—1862);
          - Фридрих Карл фон Витцлебен (1864—1947), немецкий генерал-лейтенант и директор главного офиса снабжения в Берлине
            - Ирмгард фон Витцлебен (1896—1944), немецкий художник и противник национал-социализма

      - Генрих фон Витцлебен (1761—1818), начальник прусского полевого истребительного полка, прусский полковник и верховный лесничий
        - Герман фон Витцлебен (1797—1876), прусский полковник
          - Герман фон Витцлебен (1827—1888), немецкий лесничий
            - Анна фон Витцлебен (* 1862), замужем за генерал-лейтенантом Карлом фон дер Деккеном († 1935)
            - Герман фон Витцлебен (1864—1938), генерал-майор Германии
              - Герман фон Витцлебен (1892—1976), генерал-майор Германии

        - Фридрих фон Витцлебен (1802—1873), прусский камергер и с 1861 года капитан дворца Райнсберг

  - Хартманн фон Витцлебен (1681—1736), член Совета
    - Фридрих Гартман фон Вицлебен (1722—1788), маршал Оберхофа.

- Адам Генрих фон Витцлебен (1673—1751), комендант замков Гутенфельс и Обристовхеммейстер.
- Курт Вейт фон Вицлебен (1645—1719), датский вельможа.
  - Кристоф Буркхард фон Витцлебен (1687—1732), датский камергер.
    - Адам Левин Витцлебен (1721—1766), датский лейтенант
      - Кристоф Эрнст фон Витцлебен (1751—1813), ольдбургский хофъегермейстер
        - Эрнст фон Витцлебен (1810—1874), мастер Хьюда и Эльмело
          - Эдуард фон Витцлебен (1850—1920), генерал-майор Пруссии

    - Карл фон Витцлебен (1763—1843), датский майор
      - Фридрих фон Витцлебен (1798—1865), сотрудник таможни и администрации Дании
        - Йоханнес фон Витцлебен (1831—1879), датско-немецкий актёр.

      - Рохус фон Витцлебен (1758—1826), датский камергер, ольденбургский камергер, начальник двора в Плоне и капитан дворца Ойтин.
        - Адам Эрнст Рохус фон Витцлебен (1791—1868), ольденбургский камергер

  - Адам Левин фон Витцлебен (1688—1745), тайный советник Дании и Хофрат.

- Кристиан фон Витцлебен (1338—1374), рыцарь
  - Фридрих фон Витцлебен (1356—1393), рыцарь
    - Дитрих фон Витцлебен (1392—1429), рыцарь
      - Фридрих фон Витцлебен (1464), владелец Вендельштайн
        - Фридрих фон Вицлебен (1441—1501), владелец Вендельштайн
          - Дитрих фон Витцлебен (1488—1531), рыцарь, владелец Вендельштайн
            - Генрих фон Витцлебен (1509—1561), основатель монастырской школы Рослебен
              - Вольф Дитрих фон Витцлебен (1561—1596), владелец Вендельштейн
                - Филипп Генрих фон Витцлебен (1584—1638), владелец Вендельштейн
                  - Вольф Дитрих Арнольд фон Витцлебен (1627—1684), главный сборщик налогов в Тюрингии, Гартман Людвиг фон Витцлебен (1676—1735), администратор монастырской школы Рослебен
                    - Фридрих Вильгельм фон Витцлебен (1714—1791), владелец саксонской усадьбы, а также владелец Оберхофмейстер.
                      - Фридрих Людвиг фон Витцлебен (1755—1833), советник и генеральный директор по вопросам доменов, лесов и вод в Гессене, тайный государственный министр в Гессене.
                        - Карл фон Витцлебен (1794—1825), член правительства Гессена
                          - Мориц фон Витцлебен (1822—1875), прусский лейтенант
                            - Карл Людвиг фон Витцлебен (1853—1900), прусский майор
                              - Вольф-Дитрих фон Витцлебен (1886—1970), немецкий бизнесмен, председатель наблюдательного совета Siemens & Halske AG и Siemens-Schuckertwerke
                                - Эдельгарда фон Витцлебен (родилась в 1915), в 1935 года вышла замуж за Гисберта Клея, старшего советника правительства

                      - Георг Хартманн фон Витцлебен, тайный советник Прусского королевства
                        - Хартманн фон Витцлебен (1805—1878), Прусской управитель провинции Саксония
                          - Генрих Граф фон Витцлебен-Альт-Доберн (1854—1933), с 1905 г. член прусского дворянского собрания

                  - Вольф Дитрих Арнольд фон Витцлебен (1684—1751), камергер и главный сборщик налогов в Тюрингии
                    - Дитрих Готтлиб фон Витцлебен (1723—1785), подполковник
                      - Карл фон Витцлебен (1756—1805), саксонский премьер-лейтенант
                        - Густав фон Витцлебен (1793—1866), саксонский премьер-лейтенант
                          - Цезарь Дитрих фон Витцлебен (1823—1882), историк, архивариус и редактор
                          - Оскар фон Витцлебен (1826—1897), саксонский Оберландфорстмейстер
                            - Вальтер фон Витцлебен (1865—1949), генерал-майор, командующий саксонским военным орденом Святого Генриха

                        - Эдуард фон Витцлебен (1800—1855)
                          - Дитрих фон Витцлебен (1837—1911), инспектор саксонского округа
                            - Дитрих фон Витцлебен (род. 1882), старший советник правительства
                              - Иоб Витцлебен (1916—1999), полковник НВА

                        - Максимилиан фон Витцлебен (1803—1861), немецкий судебный пристав

                      - Дитрих фон Витцлебен (1769—1833), саксонский майор
                        - Бенно фон Витцлебен (1808—1872), саксонский генерал-лейтенант

                      - Август фон Витцлебен (1773—1839), немецкий писатель под псевдонимом А. фон Тромлиц.
                        - Фердинанд фон Витцлебен (1800—1859), прусский генерал-лейтенант.
                          - Эрик фон Витцлебен (1827—1866), капитан Пруссии
                            - Эрик фон Витцлебен-Норманн (1855—1931), немецкий подполковник
                              - Вольфганг фон Витцлебен-Норманн (род. 1887), директор Общества Вестингауз
                                - Ута фон Кардорф родился. как Губерта Софи фон Витцлебен-Норманн (род. 1921), немецкая журналист и писатель

                            - Курт фон Витцлебен-Норманн (1857—1931), придворная дама
                              - Эрика фон Витцлебен-Норманн (род. 1880), замужем за Гарри Графом Посадовским-Венером (1869—1923), контр-адмиралом

                          - Артур фон Витцлебен (1835—1905), немецкий политик

                        - Герхард Август фон Витцлебен (1808—1880), прусский генерал-лейтенант и военный писатель.
                        - Герман фон Витцлебен (1816—1890), прусский камергер, премьер-лейтенант, рыцарь братства рыцарей святого Иоанна и владелец поместья Кицшер
                          - Маргарет фон Витцлебен (1853—1917), основательница общества глухих в Германии

              - Хартманн Людвиг фон Витцлебен (1628—1703), саксонский военный комиссар
                - Рабан Генрих фон Витцлебен (1673—1757), сборщик налогов Саксонского округа
                  - Ганс Генрих фон Витцлебен (1713—1771), с 1754 по 1763 годы губернатор Лейпцигского круга
                    - Ганс Фридрих фон Витцлебен (1741—1815), капитан Пруссии
                      - Леопольд фон Витцлебен (1789—1862), капитан русской службы
                        - Арвид фон Витцлебен (1823—1883), каммерюнкер Нассау, лейтенант
                          - Эрик фон Витцлебен (род. 1851), прусский полковник
                            - Эрик фон Витцлебен (1878—1912), прусский лейтенант
                              - Элизабет фон Витцлебен (1905—1992), немецкий искусствовед
- Кристиан фон Витцлебен (1358—1394), епископ Наумбург-Цейцкий, с 1381 по 1382

Другие представители династии
- Александр фон Витцлебен (род. 1963), немецкий менеджер.
- Моника фон Витцлебен (род. 1968), немецкая актриса.